# Horstmar
Horstmar es una ciudad situada en el distrito de Steinfurt, en el estado federado de Renania del Norte-Westfalia (Alemania). Tiene una población estimada, a fines de 2020, de 6595 habitantes.
Está ubicada al norte del estado, en la región de Münster, cerca de la frontera con el estado de Baja Sajonia.

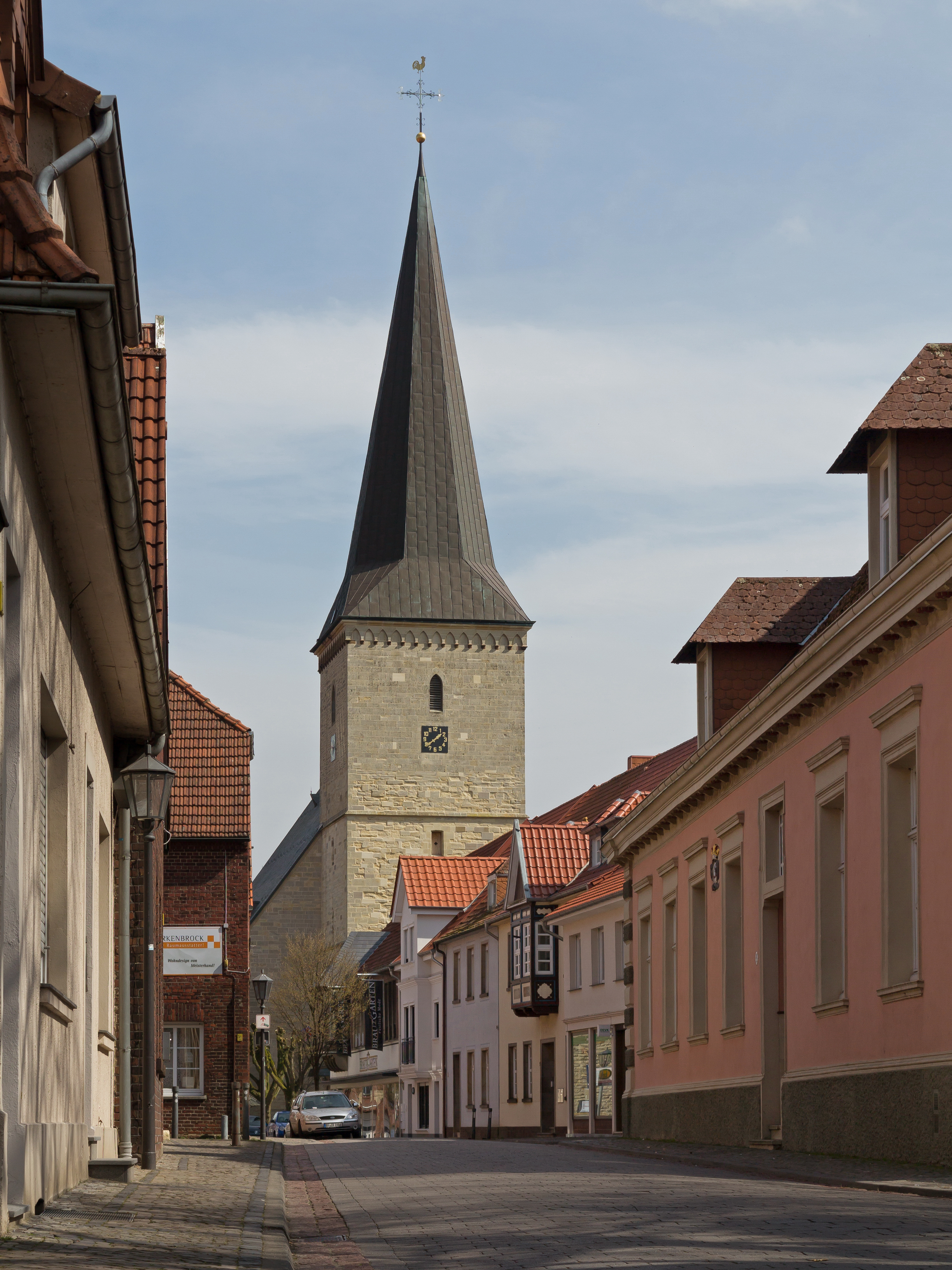
La iglesia (Sankt Gertrudis Kirche) en la calle